# Eksedra
Eksedra (latinski: exedra) u arheologiji označava polukružni, u pravilu razvedeni, popločeni prostor ili pročelje jedne predpovijesne kultne građevine. 
U antičko doba eksedra je predstavljala posebno sagrađenu i povišenu nišu na velikom otvorenom prostoru namijenjenom javnom okupljanju. U ranokršćanskom razdoblju eksedra je i sinonim za apsidu kao povišena oltarna niša u crkvenim građevinama, a u doba renesanse eksedrom se naziva umjetnički oblikovana niša u sklopu vrtnih zidova s koje se pruža pogled na grad i okolicu.
U novijoj, posebice pejzažnoj arhitekturi, eksedra je polukružni element koji se koristi pri ukrašavanju perivoja.